# Mortonagrion
Mortonagrion – rodzaj ważek z rodziny łątkowatych (Coenagrionidae).
Należą do niego następujące gatunki:
- Mortonagrion aborense
- Mortonagrion alcyone
- Mortonagrion amoenum
- Mortonagrion appendiculatum
- Mortonagrion arthuri
- Mortonagrion astamii
- Mortonagrion ceylonicum
- Mortonagrion falcatum
- Mortonagrion forficulatum
- Mortonagrion hirosei
- Mortonagrion indraneil
- Mortonagrion martini
- Mortonagrion megabinluyog
- Mortonagrion selenion
- Mortonagrion stygium
- Mortonagrion varralli